# Phyllanthus ramosii
Phyllanthus ramosii là một loài thực vật có hoa trong họ Diệp hạ châu. Loài này được Quisumb. & Merr. miêu tả khoa học đầu tiên năm 1928.